# Glossar zur afrikanischen Philosophie
Dies ist ein Glossar zur afrikanischen Philosophie.
Das folgende Glossar zur Philosophie in Afrika liefert stichwortartig einen Überblick zu einer Vielzahl von Denkern und Persönlichkeiten sowie von Konzepten und Strömungen, die in verschiedenen Regionen des afrikanischen Kontinents entstanden sind.

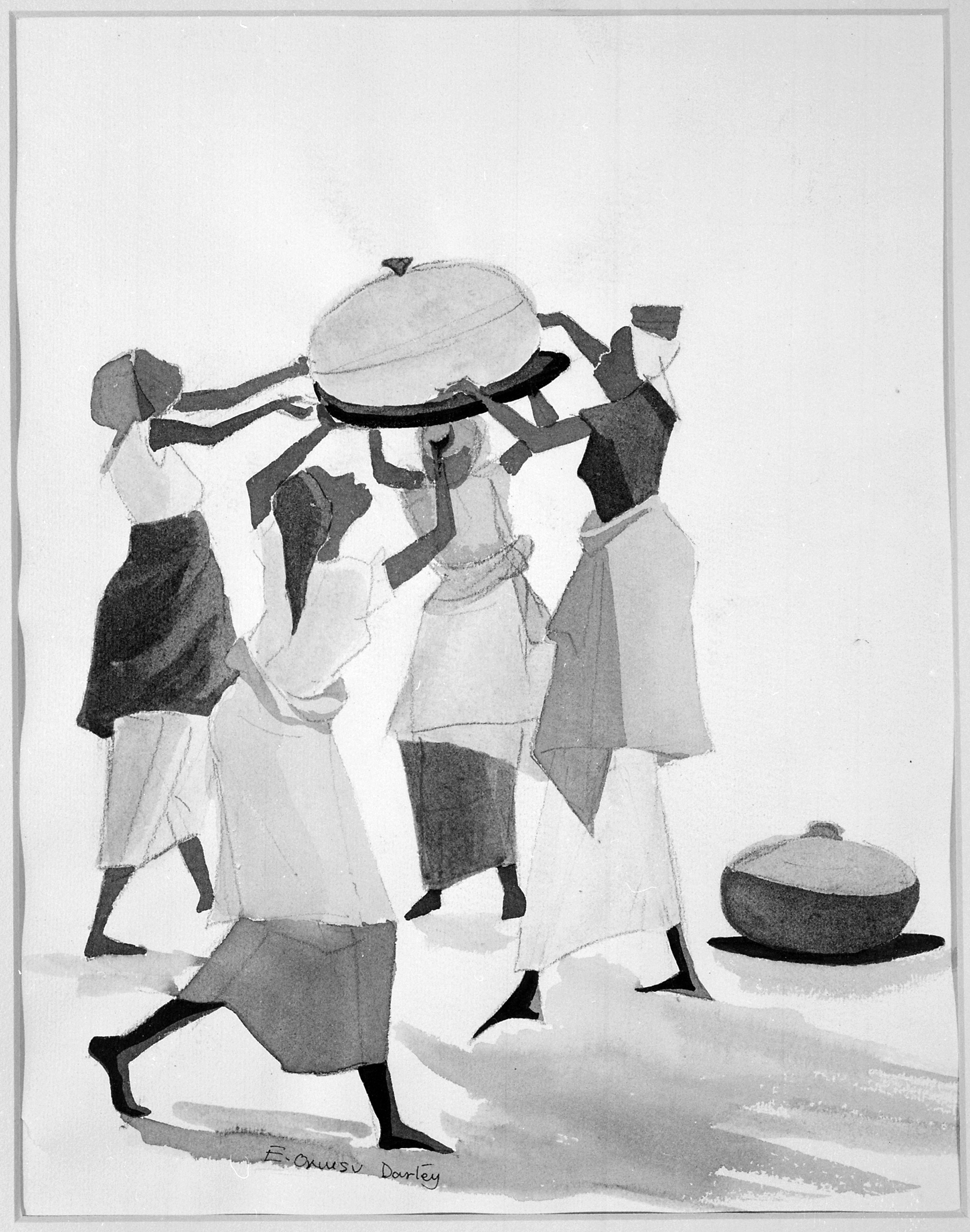
Unity

## Kurzeinführung
Die afrikanische Philosophie, insbesondere subsaharische, wird – als eine Folge der Kolonialgeschichte – zumeist in westlichen Sprachen, vorwiegend dem Englischen und Französischen, ausgearbeitet und präsentiert, wobei es auch Beiträge auf Portugiesisch, Spanisch, Italienisch, Deutsch und anderen Sprachen gibt (siehe auch Liste afrikanischer Sprachen).
Da die Philosophiegeschichte Afrikas äußerst vielfältig und reichhaltig ist, kann es sich nur um eine begrenzte Auswahl handeln. Das dynamische, in stetem Aufbau begriffene Glossar versucht jedoch stichwortartig ein breites Spektrum zu umfassen. Afrikanische Philosophen behandeln in ihren Werken eine Vielzahl von Themen, von Ethik und Identität bis hin zu Religion und Kultur. Die afrikanische Philosophie schöpft aus einer reichen Tradition und hat viele schriftliche Werke hinterlassen, in denen philosophischen Gedanken und Ideen ausgedrückt werden. Weiterführende Hinweise sind dem Artikel „Afrikanische Philosophie“ – einem Artikel unter einem umstrittenen und von verschiedenen Philosophen zudem auch ganz unterschiedlich verwendeten Begriff – zu entnehmen oder den im folgenden Glossar verlinkten weiterführenden Einzelartikeln. Das folgende Glossar von Sachbegriffen und Personen erhebt keinen Anspruch auf Aktualität oder Vollständigkeit.

## Glossar

### A

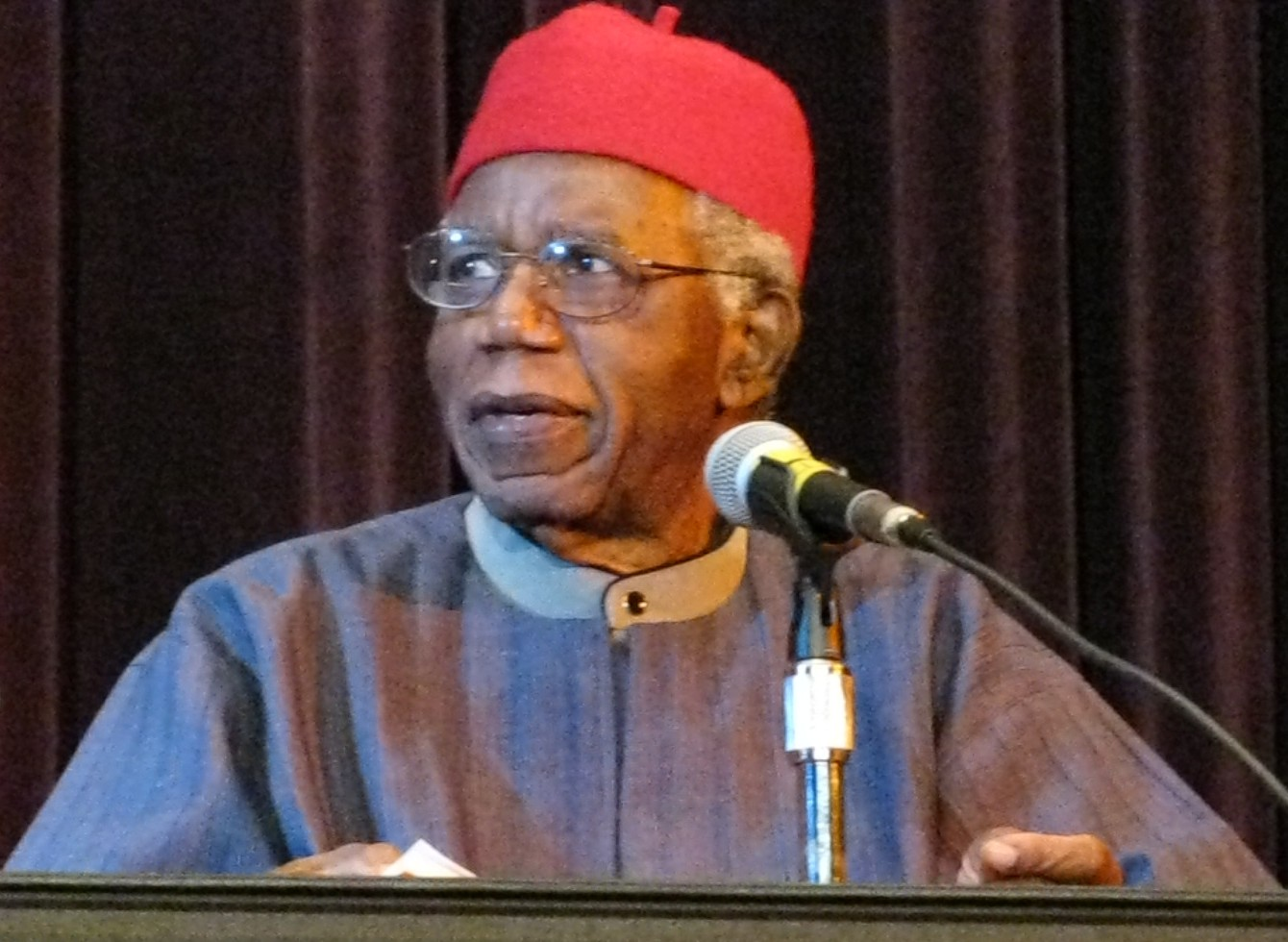
Der Schriftsteller Chinua Achebe leitete die AWS-Sammlung (Heinemann) bis 1972.

- Chinua Achebe (1930–2013), nigerianischer Schriftsteller, der nicht nur literarische Werke verfasste, sondern auch über die Beziehung zwischen afrikanischer Literatur, Kultur und Identität nachdachte.
- Africana Philosophy (Africana-Philosophie), das Werk von Philosophen afrikanischer Herkunft und anderen, deren Arbeit sich mit der Thematik der afrikanischen Diaspora befasst. Dies ist ein relativ neuer (seit den 1980er Jahren) und sich entwickelnder Name für afrikanisches Denken, der unter anderem von der American Philosophical Association Beachtung fand.
- Afrikanischer Feminismus: Eine feministische Perspektive, die die Erfahrungen von Frauen in Afrika und deren Beitrag zur Gesellschaft in den Mittelpunkt stellt.
- Afrikanischer Humanismus: Eine Denkrichtung, die die Würde und Wertigkeit des Menschen in afrikanischen Kontexten betont und oft in Bezug auf soziale Gerechtigkeit und Entwicklung diskutiert wird.
- Afrikanischer Kommunitarismus: Eine philosophische Perspektive, die die Bedeutung von Gemeinschaft und sozialen Bindungen in afrikanischen Gesellschaften hervorhebt.
- Afrikanische Kosmologie: Die Untersuchung der traditionellen afrikanischen Vorstellungen von Kosmos, Universum und Spiritualität.
- Afrikanische Philosophie
- Afrikanische Religionen: Eine Betrachtung der vielfältigen religiösen Traditionen auf dem afrikanischen Kontinent und deren philosophische Implikationen.
- Afrikanischer Sozialismus: Eine politische Philosophie, die in einigen afrikanischen Ländern wie Tansania und Sambia populär war und versuchte, sozialistische Prinzipien mit afrikanischen Traditionen zu verbinden.
- Afrofuturismus: Ein kulturelles und philosophisches Konzept, das afrikanische und afro-diasporische Erfahrungen mit Science Fiction und futuristischen Ideen verbindet.
- Afrokariben (siehe z. B. Aimé Césaire, Frantz Fanon, Joseph-Anténor Firmin)
- Afrozentrik, Afrozentrismus (siehe auch Molefi Kete Asante)

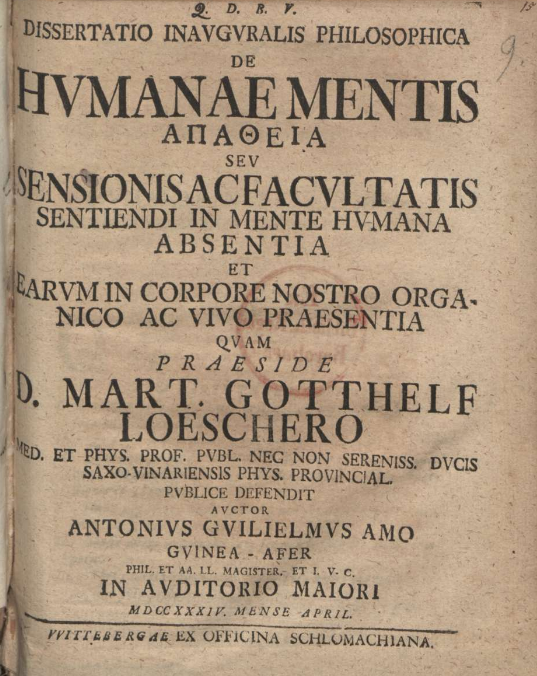
Lateinische Dissertation von Anton Wilhelm Amo (1734)

- Akan-Philosophie: Eine Form der afrikanischen Philosophie im Konzeptsystem des Akan-Volkes.
- Anton Wilhelm Amo, erster bekannter Philosoph afrikanischer Herkunft in Deutschland
- Animismus: Ein philosophisches Konzept, das die animistische Weltsicht vieler afrikanischer Kulturen erforscht, bei der Geister und belebte Kräfte in der Natur anerkannt und verehrt werden.
- Apartheid: Ein politisches System der Rassentrennung und Unterdrückung, das in Südafrika herrschte und zahlreiche ethische und politische Fragen aufwarf.
- Kwame Anthony Appiah, Verfasser von In My Father's House: Africa in the Philosophy of Culture, Ethics of Authenticity: Confronting the Cultural Contradictions (darin untersucht der Autor Fragen der Identität, Ethik und Authentizität in einer globalisierten Welt) und Ethics of Identity
- Arusha-Deklaration
- Molefi Kete Asante: US-amerikanischer Gelehrter, der Pionierarbeit in den Bereichen Afrozentrik und afrikanische Kommunikationstheorie geleistet hat.
- Ashanti-Philosophie
- Ashé

### B
- Hampâté Bâ, malischer Schriftsteller und Ethnologe, der traditionelle afrikanische Weisheit und Ethik in seinen Werken betonte. Verfasser von Sagesse africaine: La philosophie de la vie.
- Bantu-Philosophie / La philosophie bantoue / Banty Philosophy, ein vielfach kritisiertes Buch von Placide Tempels (zuerst 1945).
- Befreiungsphilosophie
- Gaston Berger: senegalesischer Philosoph, der den Begriff „Prospective“ prägte, um zukunftsorientiertes Denken und Planen zu fördern.
- Steve Biko, südafrikanischer Anti-Apartheid-Aktivist und Philosoph, der das Konzept des „Black Consciousness“ (Schwarzes Selbstbewusstsein) entwickelte, um die Wiederentdeckung und Wertschätzung der schwarzen Identität zu fördern. Verfasser von I Write What I Like.
- Bilad al-Sudan (siehe Ousmane Oumar Kane: Beyond Timbuktu: An Intellectual History of Muslim West Africa. Harvard, 2016)
- Peter Bodunrin, Autor
- Fabien Eboussi Boulaga (1934–2018), kamerunischer Philosoph
- Edward Bruce Bynum, Verfasser von The African Unconscious: Roots of Ancient Mysticism and Modern Psychology.

### C

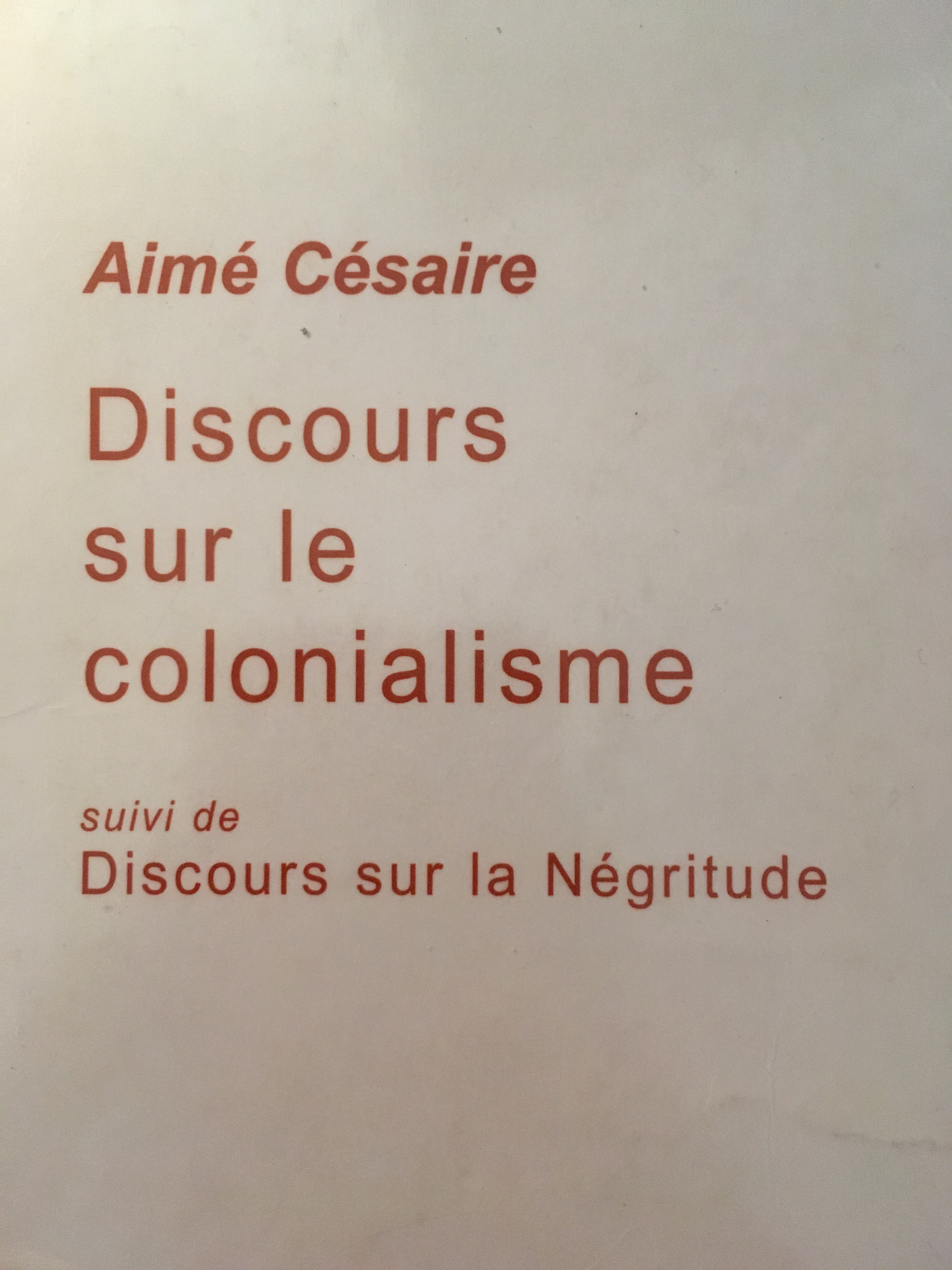
Aimé Césaire: Discours sur le colonialisme suivi de Discours sur la Négritude, Paris, Présence Africaine, 2004

- Aimé Césaire (1913–2008), Verfasser von Discours sur le colonialisme  und  Lettre à Maurice Thorez (1956).
- Charta der madagassischen sozialistischen Revolution (Charte de la Révolution Socialiste Malagasy)
- Christliche Philosophie
- Communitarianism (siehe Afrikanischer Kommunitarismus)
- Consciencism (siehe Nkrumaismus)
- Franz Crahay (1923–1988), Autor von Le „décollage“ conceptuel: conditions d'une philosophie bantoue. Gallimard, 1965.

### D
- Dekolonialität: Eine Denkrichtung, die sich gegen koloniale Strukturen und Denkweisen wendet und nach alternativen Wegen der Wissensproduktion und des Denkens sucht.
- Dekolonisierung (siehe Dekolonialisierung)
- Souleymane Bachir Diagne, senegalesischer Philosoph
- Dieu d'eau: Entretiens avec Ogotemmêli (Gott des Wassers – Interviews mit Ogotemmêli) *, Werk von Marcel Griaule.
- Alioune Diop (1910–1980), senegalesischer Schriftsteller französischer Sprache, Politiker und Intellektueller, der eine wichtige Rolle bei der kulturellen Emanzipation Afrikas spielte, indem er die Zeitschrift Présence Africaine gründete und die Négritude-Bewegung unterstützte.
- Cheikh Anta Diop (1923–1986), französisch-senegalesischer Intellektueller, Historiker und Anthropologe, der die afrikanische Zivilisation und Kultur erforschte und die Idee der afrikanischen Eigenständigkeit und Beiträge zur Menschheitsgeschichte betonte. Verfasser von The African Origin of Civilization: Myth or Reality.
- W. E. B. Du Bois (siehe auch Panafrikanismus)

### E
- Ethik, siehe Postkoloniale Ethik
- Ethnophilosophie (siehe Placide Tempels)
- Emmanuel Chukwudi Eze, nigerianischer Philosoph

### F

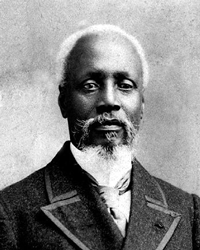
Der Haitianer Joseph-Anténor Firmin veröffentlichte 1885 in Paris De l’égalité des races humaines („Über die Gleichheit der Menschenrassen“) als Antwort auf das Buch Versuch über die Ungleichheit der Menschenrassen von Gobineau.

- Frantz Fanon (1925–1961), französisch-algerischer Philosoph aus Martinique, der das Verhältnis zwischen Kolonialismus, Psychologie und Gewalt untersuchte und die Notwendigkeit der Dekolonisierung betonte. Verfasser von Peau noire, masques blancs (Schwarze Haut, weiße Masken) und Les Damnés de la terre (Die Verdammten dieser Erde).
- Joseph-Anténor Firmin (1850–1911), haitianischer Anthropologe, Journalist und Politiker, Mitglied der Société d’anthropologie de Paris. Verfasser von De l’Égalité des Races Humaines (Über die Gleichheit der Menschenrassen) (1885).

### G

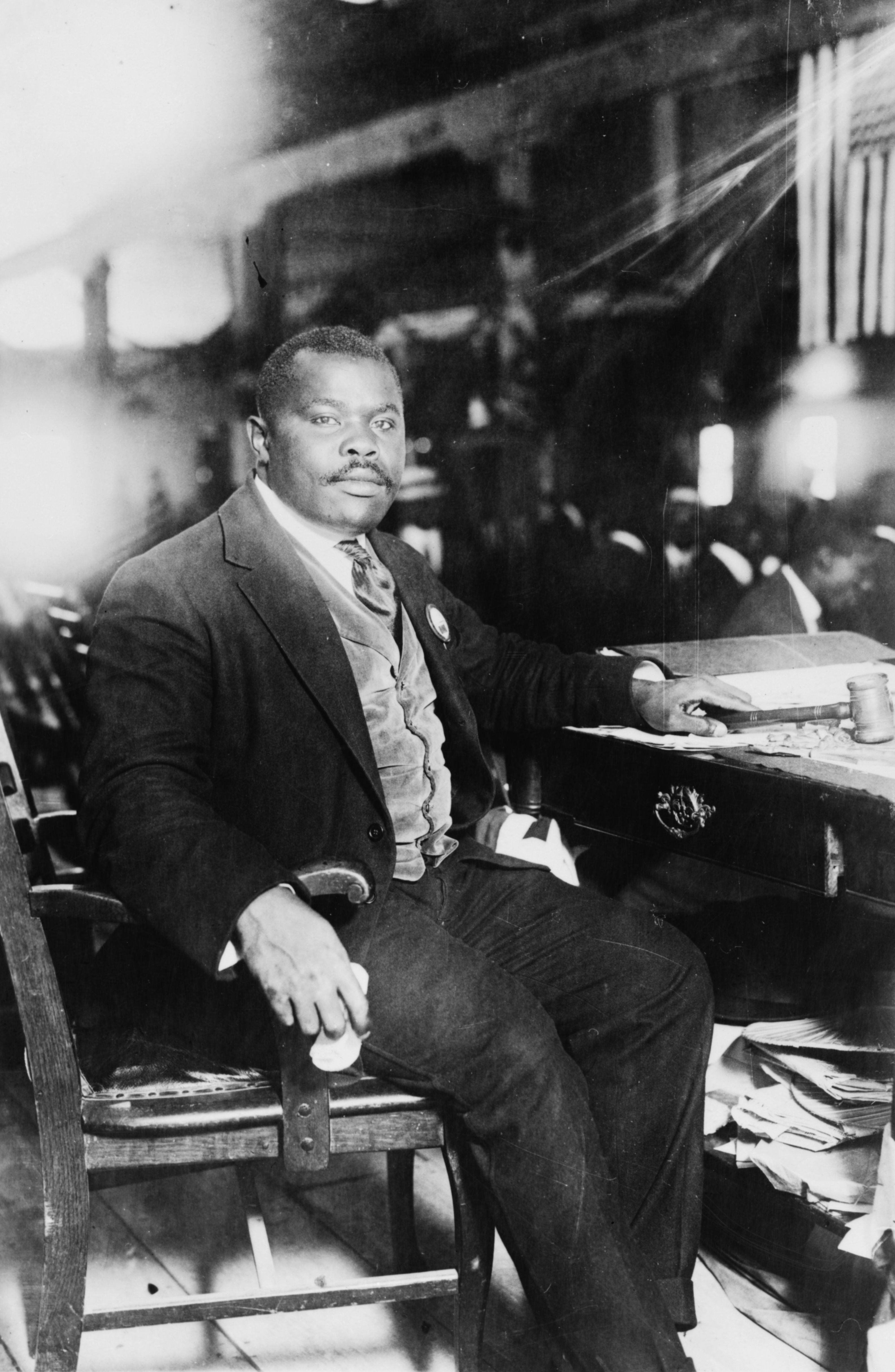
Marcus Garvey, bedeutender Vordenker des radikalen Panafrikanismus

- Marcus Garvey, Philosophy and Opinions of Marcus Garvey, eine Sammlung von Schriften des jamaikanischen Aktivisten und Philosophen Marcus Garvey, der eine wichtige Figur in der schwarzen Befreiungsbewegung war.
- Gewohnheitsrecht (Rechtssysteme in Afrika)
- Vusi Gumede, südafrikanischer Ökonom und Denker, der über ökonomische Entwicklung, globale Ungleichheit und afrikanische Politik geschrieben hat.
- Kwame Gyekye, ghanaischer Philosoph, der über Ethik, politische Philosophie und afrikanische Philosophie geschrieben hat. Verfasser von Ubuntu: An African Assessment of the Religious Other, welches das afrikanische Konzept von Ubuntu und seine Bedeutung für interreligiösen Dialog und Ethik diskutiert, auch von African Cultural Values: An Introduction.

### H
- Harambee: Unter diesem Motto hatte Kenias erster Präsident Jomo Kenyatta eine noch heute wichtige gesellschaftliche Selbsthilfebewegung ins Leben gerufen.
- Éditions L’Harmattan, französischer Verlag, veröffentlichte z. B. das Vocabulaire des philosophes africains (siehe auch Harmattan)
- Holismus
- Paulin J. Hountondji, Verfasser von African Philosophy: Myth and Reality.

### I
- Ifá: Ein religionsphilosophisches System der Yoruba-Kultur in Nigeria und Westafrika, das eine Verbindung zwischen Spiritualität, Ethik und Lebensführung herstellt.
- Igbo-Philosophie, bezieht sich auf die philosophischen Traditionen, Überlegungen und Denkweisen des Igbo-Volkes in Nigeria, Westafrika. Ein prominentes Konzept in der Igbo-Philosophie ist „Igwebuike“. Siehe auch Igbo Philosophical Association.
- Inkarnation
- Inter-African Council for Philosophy, gegründet 1973 in Dahomey, mit Hountondji als Executive Secretary General und Olu Sodipo (Nigeria) als Präsident.
- Abiola Irele (1936–2017), nigerianischer Akademiker
- Islamische Philosophie
- Iwa (Yoruba)

### J
- Janheinz Jahn (1918–1973), deutscher Schriftsteller und Übersetzer, der den Versuch unternahm, die künstlerischen und literarischen Leistungen vornehmlich Schwarzafrikas dem europäischen Bewußtsein näher zu bringen. Publikationen: Muntu. Umrisse der neoafrikanischen Kultur (1958), Geschichte der neoafrikanischen Literatur (1966), Anthologien (Das junge Afrika, 1963; Afrika lacht, 1968), Übersetzungen (u. a. von Leopold Senghor und Aimé Césaire), Bibliographie Die Neoafrikanische Literatur (1965), Biographie Who s Who in African Literature (vgl. DBE).
- Journal on African Philosophy: Eine elektronische Zeitschrift, die von der International Society for African Philosophy and Studies finanziert und vom Africa Resource Center herausgegeben wird.

### K
- Alexis Kagame, ruandischer Abt, einer der ersten modernen afrikanischen Philosophen, der 1956 das Buch  La philosophie bantu-rwandaise de l'Être veröffentlichte. Wie Tempels ging er von der Existenz einer kollektiven und unveränderlichen Philosophie der Bantu aus, leitete diese jedoch hauptsächlich aus den Daten der Analyse der Kinyarwanda-Sprache ab.
- Maulana Karenga (geb. 1941), ein US-amerikanischer Professor, Autor und Aktivist, der für die Schaffung des Kwanzaa-Festes, eines jährlichen afroamerikanischen Feierlichkeiten zur Stärkung der Gemeinschaft und Kultur, bekannt ist. Er ist ein Befürworter von afrikanischer Kultur, schwarzer Bewusstheit und sozialer Gerechtigkeit und hat zur Förderung der schwarzen Identität und des Gemeinschaftsgefühls beigetragen.
- Lilyan Kesteloot, verfasste Negritude and Literary Criticism: The History and Theory of Negro-African Literature in French, ein Werk, das die literarische Bewegung Negritude untersucht und ihre Bedeutung für die Philosophie und Literaturwissenschaft beleuchtet.
- Konsensdemokratie (Afrika)
- Kosmologie (siehe Afrikanische Kosmologie)
- Kujichagulia (Selbstbestimmung)

### L
- Landfragen und Umweltethik: Eine Auseinandersetzung mit den Auswirkungen von Landnutzung, Ressourcenverteilung und Umweltgerechtigkeit auf afrikanische Gemeinschaften.
- Lucien Lévy-Bruhl (1857–1939), französischer Philosoph und Ethnologe (lieferte teils problematische Thesen)

### M
- Ma'at (Gerechtigkeit, soziales Handeln)
- D. A. Masolo, kenianischer Philosoph und Experte für afrikanische Philosophie an der University of Louisville.
- Ali A. Mazrui, Verfasser von The Trial of Christopher Okigbo (African Writers Series, 97).
- Jean-Pierre Makuta-Mbuku, kongolesischer Schriftsteller, Romancier, Dramatiker, Dichter, Literaturkritiker, marxistischer Philosoph, Religionswissenschaftler, Politikwissenschaftler, Linguist. Manchmal auch als „kongolesischer Victor Hugo“ bezeichnet. Er verfasste seine Werke auf Französisch.
- Thabo Mbeki: Ein südafrikanischer Politiker und Denker, der über afrikanische Renaissance, Globalisierung und die Herausforderungen der Entwicklung in Afrika geschrieben hat.
- John S. Mbiti, Verfasser von African Religions and Philosophy, eines wegweisenden Werkes, das die Beziehung zwischen afrikanischen Religionen, Philosophie und Kultur erforscht
- Valentine-Yves Mudimbe, Verfasser von The Idea of Africa, African Systems of Thought, Indiana University Press, (1994)
- Mansa Musa: Der legendäre König des Mali-Reiches, der für seine Reichtümer und seinen Beitrag zur Förderung von Bildung und Kultur bekannt ist.
- Muntu, der Mensch im afrikanischen Zustand (s. a. Muntu In Crisis: Authenticity and Philosophy von Fabien Eboussi Boulaga)

### N
- Négritude: Eine intellektuelle und kulturelle Bewegung, die in den 1930er Jahren von afrikanischen und karibischen Schriftstellern ins Leben gerufen wurde, um die afrikanische Identität und Kultur zu fördern.
- Kwame Nkrumah, ghanaischer Politiker und Philosoph, der eine zentrale Rolle bei der Förderung von Panafrikanismus spielte und über Themen wie afrikanische Einheit und Befreiung schrieb. Verfasser von Consciencism: Philosophy and Ideology for Decolonization.
- Nkrumahismus (engl. Nkrumaism)
- Nommo (Urwesen und erste Vorfahren)
- Nordafrika (mit altöstlicher (insbesondere altägyptischer), hellenistischer, frühchristlicher und muslimischer Philosophie)
- Nubische Philosophie (Nubian Philosophy)
- Julius Nyerere: Ein tansanischer Staatsmann und Philosoph, der den Ujamaa sozialistischen Ansatz zur wirtschaftlichen Entwicklung und Gemeinschaftsbildung propagierte.

### O
- Odu (Odu Ifa corpus; siehe Yoruba)
- Jacob K. Olupona
- Ontologischer Pluralismus
- Onyame (Akan, Ghana)
- Oralität: Ein Konzept, das die mündliche Überlieferung und Kommunikation in afrikanischen Kulturen betont und in der Philosophie oft zur Untersuchung von Wissenstransfer und Erkenntnis genutzt wird.
- Orisha, Götter in der Religion der Yoruba und in den darauf beruhenden afroamerikanischen Religionen
- Henry Oruka (1944–1995), Projekt der „Sage Philosophy“ (Weisheitsphilosophie), „Parental Earth Ethics“

### P

Karte der heutigen Mitgliedsstaaten der Afrikanischen Union

- Palaver (siehe auch Arbre à palabres)
- Panafrikanismus: Eine Bewegung, die die Einheit und Solidarität der afrikanischen Völker in Afrika und der Diaspora fördert.
- Philosophische Gesellschaft von Südafrika (PSSA) / Philosophical Society of South Africa
- Philosophy from Africa: A Text with Readings von Pieter Hendrik Coetzee und A. P. J. Roux, eine umfassende Sammlung von philosophischen Texten aus afrikanischer Sicht.
- Postkolonialismus: Eine Denkrichtung, die sich mit den Auswirkungen des Kolonialismus auf afrikanische Gesellschaften und Identitäten auseinandersetzt und nach Möglichkeiten sucht, diese Auswirkungen zu überwinden.
- Postkoloniale Ethik: Eine philosophische Untersuchung der moralischen Herausforderungen, die sich aus der Kolonialgeschichte und ihren Auswirkungen auf Afrika ergeben.
- Postkoloniale Epistemologie: Eine Untersuchung der Auswirkungen des Kolonialismus auf Wissen und Erkenntnis in afrikanischen Kontexten.
- Présence africaine (in Paris erscheinende Zeitschrift)

### R
- Reinkarnation

### S
- Sage Philosophy (Weisheitsphilosophie): Dies bezieht sich auf die traditionelle mündliche Philosophie, die in vielen afrikanischen Kulturen gepflegt wird, bei der Weisheit und Wissen von Generation zu Generation weitergegeben werden.
- Sagesse africaine (siehe auch Hampâté Bâ)
- Sankofa, der Sankofa-Vogel ist ein Symbol für das Lernen aus der Vergangenheit für eine bessere Zukunft.
- Schamanismus
- Schwarzer Orpheus (1948), Essay von Jean-Paul Sartre worin er den Begründern der Négritude (dem frankophone Dichter Aimé Césaire aus Martinique und dem senegalesischen Präsidenten Leopold Senghor) eine auf Existentialismus und Marxismus basierende philosophische Formulierung gab.
- Léopold Sédar Senghor: Ein senegalesischer Dichter und Philosoph, der die Idee der „Negritude“ förderte und die Verbindung zwischen afrikanischer Kultur und französischer Sprache erforschte.
- Senghor-Deklaration: Eine Erklärung, die von Léopold Sédar Senghor und anderen afrikanischen Intellektuellen verfasst wurde und die Bedeutung der afrikanischen Kultur und Identität betont.
- Wole Soyinka, Verfasser von Myth, Literature and the African World, worin  der nigerianische Schriftsteller und Philosoph die Rolle von Mythologie und Literatur in der afrikanischen Kultur untersucht.
- Symbolismus

### T
- Temporalität in der afrikanischen Philosophie: Eine Betrachtung der afrikanischen Konzepte von Zeit und Geschichte, die oft von westlichen Vorstellungen abweichen.
- Placide Tempels (1906–1977), belgischer Missionar, Verfasser von La philosophie bantoue (Bantu-Philosophie) im Jahr 1945.
- Ngũgĩ wa Thiong’o, Verfasser von Decolonising the Mind.
- Timbuktu, historische Stadt in Mali, die ein Zentrum des Wissens und der Bildung in der afrikanischen Geschichte war (siehe auch das The Tombouctou Manuscripts Project der University of Cape Town).
- Totemismus
- Marcien Towa (1931–2014), kamerunischer Philosoph
- Ibn Tufail, Autor des philosophischen Inselromans Ḥayy ibn Yaqżān.
- Two-Worlds Ontology (Zwei-Welten-Ontologie)

### U
- Ubuntu: Ein Konzept aus der südafrikanischen Philosophie, das die Idee betont, dass das individuelle Wohlergehen untrennbar mit dem Wohlergehen der Gemeinschaft verbunden ist.
- Ujamaa (siehe auch Afrikanischer Sozialismus)

### V
- Vitalismus

### W
- Kwasi Wiredu, Philosoph
- Womanism: Eine feministische Philosophie, die in afrikanisch-amerikanischen und afrikanischen Kontexten entwickelt wurde und die spezifischen Erfahrungen und Kämpfe von Frauen in Afrika und der Diaspora in den Vordergrund stellt.

### X
- Xhosa (siehe Ubuntu)

### Y
- Zär’a Yaqob (1599–1693), äthiopischer Philosoph
- Yoruba (siehe auch Odu Ifa corpus)

### Z
- Zulu (siehe Ubuntu)